# 小若順一
小若 順一（こわか じゅんいち、1950年2月2日 - ）は、日本の市民運動家。食品と暮らしの安全基金代表。岡山県岡山市生まれ。現場取材や食品検査を行うことで、ポストハーベスト農薬、環境ホルモン、耐性菌、毒ギョーザ事件、放射能汚染、ミネラル不足など、食品や生活に潜む危険性を各メディアや月刊『食品と暮らしの安全』で告発してきた。

## 経歴
- 1950年、岡山県岡山市生まれ。
- 1967年、岡山県立岡山朝日高等学校卒業
- 1969年、芝浦工業大学中退
- 1972年、産業能率短期大学2部事務能率科卒業
- 1973年、産業能率短期大学2部販売能率科卒業
- 1973年、日本消費者連盟事務局員
- 1973年、遺伝毒性がある合成殺菌料AF2の追放運動に取り組む。
- 1982年、日本消費者連盟を退職
- 1984年、市民団体である日本子孫基金を設立、事務局長
- 1988年～1996年、海外の農場を取材し、小麦、大豆、トウモロコシ、レモン、オレンジ、パイナップル、チェリー、ジャガイモなどのポストハーベスト農薬の使用実態を世界で初めて明らかにする
- 1997年、遺伝子操作されたジャガイモの葉を食べた虫が死ぬことをビデオで公表
- 1997年、槌田博氏の「自然処理の原則によるプラスチック分類」を、見やすいポスターにまとめて発表したことで、ダイオキシン対策が進展する
- 1997年、哺乳瓶などの赤ちゃん用品から環境ホルモンが検出されていることを指摘
- 1999年、国連の国際食品規格委員会（コーデックス）のオブザーバ－としてスタッフを派遣し、有機農業の規格作成にかかわる
- 1999年、カップ麺容器から環境ホルモンを検出
- 2001年、家畜、養殖魚への抗生物質使用量と、耐性菌の危険性を明らかにする
- 2002年、日本子孫基金代表理事に就任
- 2004年、日本子孫基金の名称を「食品と暮らしの安全基金」に変更
- 2006年、㈱食品と暮らしの安全を設立、代表取締役
- 2008年、中国産毒ギョーザは食品テロの可能性が高いとNHKテレビで指摘。
- 2008年、ミネラル不足による現代の「新型栄養失調」に取り組み始める
- 2012年、チェルノブイリ原発事故の子孫への影響を知るために、ウクライナで調査と支援を開始
- 2013年、頭痛が発生する最低線量1.1ベクレル/kgを発見
- 2015年、ウクライナの子どもの放射能被害を治すプロジェクトを開始
- 2018年、ネオニコチノイド系農薬の追放運動を始める
- 2019年、国際チェルノブイリ福島連盟副会長に就任

## 受賞リスト
2004年、日本子孫基金として東京弁護士会人権賞
2017年、ウクライナ・チェルノブイリ連盟から「博愛人道勲章」
2018年、国際チェルノブイリ連盟から「チェルノブイリ事故処理30周年記念勲章」
2019年、ウクライナ・ジャーナリスト連盟から「特別栄誉賞」

## 主な著書
- 『気をつけよう食品添加物』（学陽書房・1986年11月）
- 『気をつけよう輸入食品』（学陽書房・1988年3月）
- 『輸入食品Q&A』（ラジオ技術社・1989年12月）
- 『ポストハーベスト農薬汚染』（家の光協会・1990年6月）
- 『コメ自由化の落とし穴』（毎日新聞社・1991年12月）（共著）
- 『暮らしの安全白書』（学陽書房・1992年1月）（編著）
- 『食品添加農薬』（学陽書房・1993年11月）
- 『輸入米は危ない』（エイト社・1994年3月）（共著）
- 『住まいにひそむ農薬がわかる本』（学陽書房・1995年11月）（編著）
- 『健康な住まいを手に入れる本』（コモンズ・1997年5月）（編著）
- 『遺伝子操作食品の避け方』（コモンズ・2000年2月）（編著）
- 『健康な赤ちゃんを産み育てる本』（ジャパンタイムズ・2001年12月）（日本版監修）
- 『食べるな、危険！』（講談社・2002年10月）（編著）
- 『食べたい、安全！』（講談社・2003年4月）（編著）
- 『食べ物から広がる耐性菌』（三五館・2003年10月）（共著）
- 『新・食べるな、危険！』（講談社・2005年9月）ISBN 978-4062128421
- 『使うな、危険！』（講談社・2005年9月）ISBN 978-4062128438
- 『放射能で首都圏消滅』（三五館・2006年4月）（企画・構成）ISBN 978-4883203505
- 『リサイクルは資源のムダ使い』（講談社・2007年6月）ISBN 978-4062140812
- 『素敵な節約！』（三五館･2007年9月）ISBN 978-4883203932
- 『生活防衛ハンドブック』(講談社・2008年9月）ISBN 978-4062135375
- 『食べなきゃ、危険！』（三五館・2010年2月）（共著）ISBN 978-4883204915
- 『食事でかかる新型栄養失調』（三五館・2010年12月）（共著）ISBN 978-4883205219
- 『放射能を防ぐ知恵』（三五館・2011年6月）（共著）ISBN 978-4883205325
- 『生活防衛ハンドブック』（食品編）(講談社・2012年2月）ISBN 978-4062814621
- 『最新、食べるな、危険！』(幻冬舎・2013年1月）ISBN 978-4344023222
- 韓国語版『ポストハーベスト農薬汚染』
- 韓国語版『暮らしの安全白書』
- 韓国語版『遺伝子操作食品の避け方』
- 韓国語版『食べるな、危険！』
- 台湾語版『食べるな、危険！』
- 韓国語版『使うな、危険！』

## 主なビデオ
- 『ポストハーベスト農薬汚染』（1990年10月）
- 『輸入米は危険だ』（1992年4月）
- 『ポストハーベスト農薬汚染2』（1995年4月）
- 『不安な遺伝子操作食品』（1997年10月）
- 『命が危ない！ 耐性菌汚染』（2005年1月）
- 英語版・朝鮮語版『ポストハーベスト農薬汚染』
- 英語版・朝鮮語版『ポストハーベスト農薬汚染2』
- 韓国語版『輸入米は危険だ』
- 韓国語版『不安な遺伝子操作食品』

## 出演

### テレビ番組
- 2008年1月30日～2月21日- NHK・テレビ朝日・TBSフジテレビ・読売テレビ等26のニュース番組に、中国産毒ギョーザ事件のコメンテーターとして、1週間に32回出演
- 2011年8月4日-韓国放送公社(KBS)ニュース　東京電力福島第一原発事故についてインタビュー出演
- 2013年8月18日-韓国ケーブルテレビ(チャンネルＡ)「食品Ｘファイル」 東京電力福島第一原発事故の放射能被害について取材を受ける
- 2013年8月21日-韓国テレビ局(ＳＢＳ)ニューススペシャル 原発事故の放射能汚染について取材を受ける
- 2013年9月11日 -韓国テレビ局(JTBC)ニュース 日本の食品の放射能汚染について取材を受ける
- 2013年10月24日 - テレビ朝日『ワイド!スクランブル』 阪急阪神ホテルズの食品偽装についてコメンテーターとして出演
- 2014年1月6日 - TBS『ひるおび!』 マルハニチロ農薬事件についてコメンテーターとして出演
- 2015年3月24日 – 韓国放送公社(KBS)「日本産食べてもいいですか？」 原発事故後の日本産食品の輸入について取材を受ける

この他に、各種ラジオ出演や、ウクライナでの食品の放射能汚染を減らす「日本プロジェクト」に関連した現地テレビ番組への出演多数。

### 学会報告
- 2013年1月29日–第46回日本無菌生物ノートバイオロジー学会

「10Bq/kg食で『痛み』が出る『非再生系』組織の低線量被曝の影響―ウクライナ調査報告―」
　ウクライナでの子どもの頭痛などの症状について25分間講演
- 2013年6月12日–第8回アジア太平洋臨床栄養学会で25分間講演

「ウクライナ調査報告-低レベル放射能汚染食品で症状の発生　（UkraineReport ― Health problems associated with food contaminated by low-level radiation」）
ウクライナでの神経障害、皮膚病、頭痛改善の取り組みの成果を講演
- 2017年7月30日–第8回日本微量元素学会・学術集会・ランチョンセミナーで講演「不足で健康に障害が出る微量元素―実測編」
- 2017年10月21日–第21回日本摂食障害学会・学術集会で30分間講演

「ミネラル不足で摂食障害－補給したら良くなった」
食品のミネラル含有量の実測値やミネラル不足に関するモニター調査について発表
- 2018年7月1日-第41回日本栄養アセスメント研究会・学術集会で30分間の教育講演「さまざまな病気を起こしているミネラル不足の市販食品」